# Бриттон, Натаниэль Лорд
Ната́ниэль Лорд Бри́ттон (англ. Nathaniel Lord Britton; 15 января 1859 — 25 июня 1934) — американский ботаник и систематик, исследователь флоры Карибского бассейна. Основатель и первый директор Ботанического сада Нью-Йорка в Бронксе. Активный участник старейшего ботанического общества в США «Torrey Botanical Society». Член Национальной академии наук США (1914).

## Биография
Родители Бриттона намеревались дать сыну религиозное образование, но с раннего возраста он был увлечён естественными науками, которым посвящал большую часть своего времени.
Бриттон получил образование в Колумбийском университете, после чего преподавал геологию и ботанику.
Бриттон был первым директором Нью-Йоркского ботанического сада. Ему удалось добиться финансовой поддержки ботанического сада при помощи остроумного хода — он давал некоторым растениям имена состоятельных меценатов, интересующихся ботаникой.
С 1885 года он состоял в браке с Гертрудой Элизабет Найт, которая увлечённо и плодотворно занималась биологией и была соратником Бриттона в его научной деятельности.
Бриттон описал более 100 новых родов растений и огромное количество видов, он много работал совместно с Джозефом Нельсоном Роузом; во многом известен как специалист, исследовавший кактусы. Их совместная монография о семействе кактусов в четырёх томах The Cactaceae (1919—1923), иллюстрированная английской художницей Мэри Эмили Итон, стала классической работой. Другая его значительная работа «An illustrated flora of the northern United States, Canada and the British possessions», подготовленная в соавторстве с Аддисоном Брауном и вышедшая впервые в 1896 году, позже неоднократно переиздавалась.
В честь Бритонна были названы несколько родов растений, но эти названия остались только синонимами:
- Brittonastrum Briq., 1896 = Agastache J.Clayton ex Gronov. семейства Lamiaceae
- Brittonella Rusby, 1893 = Mionandra Griseb. семейства Malpighiaceae
- Brittonia C.A.Armstr., 1934, nom. inval. = Ferocactus Britton & Rose семейства Cactaceae

В 1924 году предлагалось род кактусов Echinocactus Link & Otto назвать в честь Бриттона и Роуза Brittonrosea Speg., однако это название не было принято.

## Научные работы
- A preliminary catalogue of the flora of New Jersey — New Brunswick: Office of the survey, 1881.
- Catalogue of plants found in New Jersey — 1889.
- An illustrated flora of the northern United States, Canada and the British possessions from Newfoundland to the parallel of the southern boundary of Virginia, and from the Atlantic Ocean westward to the 102d meridian — New York: Scribner’s sons, Vol.1 1896, Vol.2 1897, Vol.3 1898 (совместно с Addison Brown)
- Manual of the flora of the northern states and Canada — New York: H.Holt&Co., 1901.
- Contributions to the botany of the Yukon Territory — New York, 1901. (совместно с другими авторами)
- Manual of the flora of the northern states and Canada — 2d ed.—rev. and enl. — New York: H.Holt&Co., 1907.
- The sedges of Jamaica — Kingston, 1907.
- Studies in West Indian plants — New York: 1908.
- North American Trees — Henry Holt, 1908. 894c. (совместно с Джоном Адольфом Шефером)
- Rhipsalis in the West Indies — New York: New York Botanical Garden, 1909.
- An illustrated flora of the northern United States, Canada and the British possessions — 2d ed.—rev. and enl. — New York: Scribner’s sons, 1913. (совместно с Addison Brown) Vol.1, Vol.2, Vol.3
- На Викискладе есть медиафайлы по теме Иллюстрации из книги «Illustrated flora of the northern states and Canada»
- The vegetation of Mona Island, a paper read by invitation at the twenty-fifth anniversary celebration of the Missouri Botanical Garden, October 15, 1914 — St Louis: 1915.
- The flora of the American Virgin Islands — New York: New York Botanical Garden, 1918.
- Flora of Bermuda — New York: C. Scribner’s sons — 1918.
- The Bahama flora — New York: The authors, 1920. (совместно с Чарльзом Фредериком Миллспо)
- Descriptions of Cuban plants new to science, — New York, 1920.
- The Cactaceae, descriptions and illustrations of plants of the cactus family — Washington: The Carnegie Institution of Washington, Vol.1 1919., Vol.2 1920., Vol.3 1923., Vol.4 1923. (совместно с J.N.Rose)
- На Викискладе есть медиафайлы по теме Иллюстрации из книги «The Cactaceae»
- Neoabbottia, a new cactus genus from Hispaniola — Washington: Smithsonian Institution, 1921. (совместно с J.N.Rose)